# Мултидисциплионарност
Мултидисциплинарност представља мешавину различитих дисциплина где свака задржава своје сопствене методе и претпоставке без посредовања других дисциплина. Стручњаци који заједно раде на неком мултидисциплинарном задатку сарађују имајући заједничке циљеве. 
Мултидицсиплинарност се сасвим јасно разликује од интердисциплинарности према томе који однос имају дисциплине укључене у процес. У мултидисциплинарности тај однос може бити "узајаман и акумулативан али не и интерактиван", док интердисциплинарност комбинује праксе и претпоставке дисиплина укључених у процес. Дакле, интердисциплинарност подразумева већи степен интеграције.
Постоји доста примера где се може видети како се нека одређена тема скоро истовремено појављује у различитим дисциплинама. Један од примера био би померање фокуса са "специјализованих сегмената пажње" (усвајање одређене перспективе) ка идеји "тренутне сензорне свести о целини", пажњи ка целовитом пољу/области, осећају за целокупни модел форме и функционисања као једне јединице, илити "целовита идеја о структури и конфигурацији". Оваква парадигма јавља се у сликарству (кубизму), физици, поезији, комуникацији и теорији едукације. Према Маршалу Маклуану, за ову промену парадигме заслужна је смена са ере механизације, која је подразумевала секвенцијалност, ка ери тренутне брзине, која подразумева симултаност.
Када се термин мултидисциплионарност користи у области здравствене заштите, он означава да специјалисти здравствене заштите различитих професија раде заједно да би пружили дијагнозе, процене и омогућили одговарајући третмане, путем колаборације, где сваки дела у оквиру области за коју је компетентан.